# Wolfgang Weisser
Wolfgang W. Weisser (* 1964) ist ein deutscher Biologe und Professor für terrestrische Ökologie an der Technischen Universität München. Seine Hauptforschungsgebiete betreffen die Ökosystem- und Biodiversitätsforschung.

## Leben und Forschung
Weisser studierte von 1984 bis 1991 Biologie an der Universität Gießen und Bayreuth und schloss mit 1991 mit dem Diplom ab. Bis 1994 promovierte er zum Dr. Phil. an der University of Oxford im Department of Zoology. Anschließend war er bis 1996 Postdoktorand am Imperial College in Silwood Park (bei Ascot) und von 1996 bis 1999 an der Universität Basel. Von 1999 bis 2011 war er Professor für terrestrische Ökologie an der Universität Jena. Seit 2011 ist er Professor für terrestrische Ökologie der Technischen Universität München.
Weissers Arbeitsgruppe forscht zur Interaktion von Organismen und zur Biodiversität. Dabei konzentriert er sich auf die Interaktionen der Organismen verschiedener trophischer Ebenen und nutzt herbivore Arten wie Blattläuse, Heuschrecken, Bienen, Käfer, Springschwänze, Regenwürmer und Schnecken als Modellorganismen. Die wesentlichen Arbeiten befassen sich mit dem Zusammenhang zwischen Ökosystemen, Landnutzung und Biodiversität sowie den trophischen Beziehungen zwischen Pflanzen und Tieren. Weitere Schwerpunkte sind das Insektensterben und Animal-Aided Design.

## Belege
1. ↑  
Profil von Wolfgang Weisser auf der Lehrstuhlhomepage
2. ↑  
Forschung der Weisser-Gruppe auf der Lehrstuhlhomepage
3. ↑  Wolfgang W. Weisser, Thomas E. Hauck: Animal-Aided Design – planning for biodiversity in the built environment by embedding a species’ life-cycle into landscape architectural and urban design processes. In: Landscape Research, Volume 50, 2025 - Issue 1. 21. August 2024, abgerufen am 28. April 2025 (englisch).